# Kashima (Ibaraki)
Kashima è una città giapponese della prefettura di Ibaraki.

## Storia
Città portuale al centro di un importantissimo distretto industriale basato principalmente sul petrolchimico, è stata istituita come città il 1º settembre 1995 dalla fusione con la cittadina di Ōno.

## Sport
La squadra di calcio cittadina, i Kashima Antlers, è tra le più titolate del Giappone. L'impianto cittadino, il Kashima Soccer Stadium è stato sede del Campionato mondiale di calcio 2002.